# Antiblemma pira
Antiblemma pira là một loài bướm đêm trong họ Erebidae.